# 北沢川文化遺産保存の会
北沢川文化遺産保存の会（きたざわがわぶんかいさんほぞんのかい）とは、旧郡荏原一帯、中でも世田谷区代田・代沢・北沢に眠る文化遺産を掘り起こし、それらを文学碑、地図、文章などに記録し、情報発信を行っているボランティア団体である。

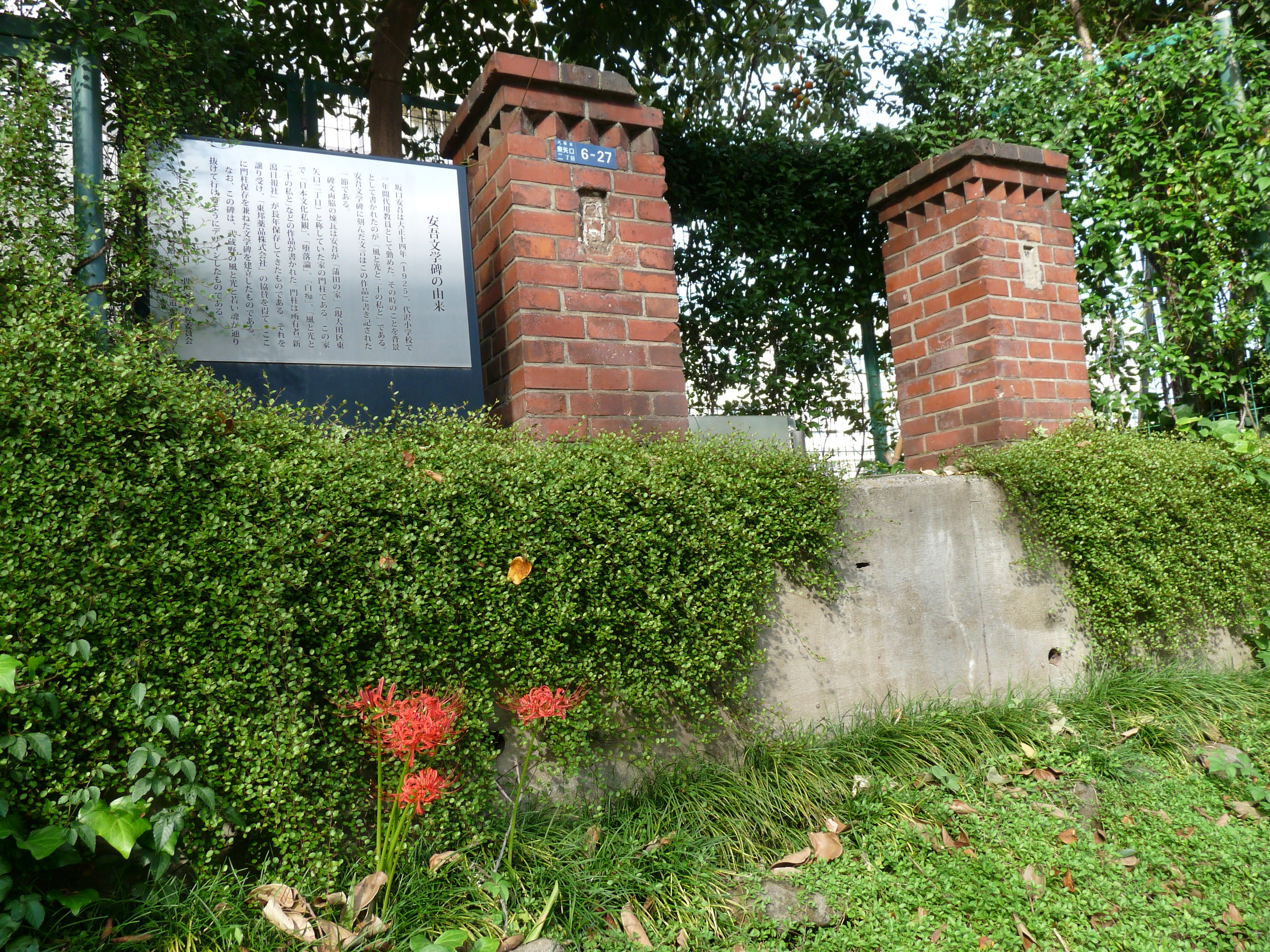
代沢小の校地一角に建つ。この煉瓦の門柱は大田区矢口の安吾旧居の門柱を活用したものである。

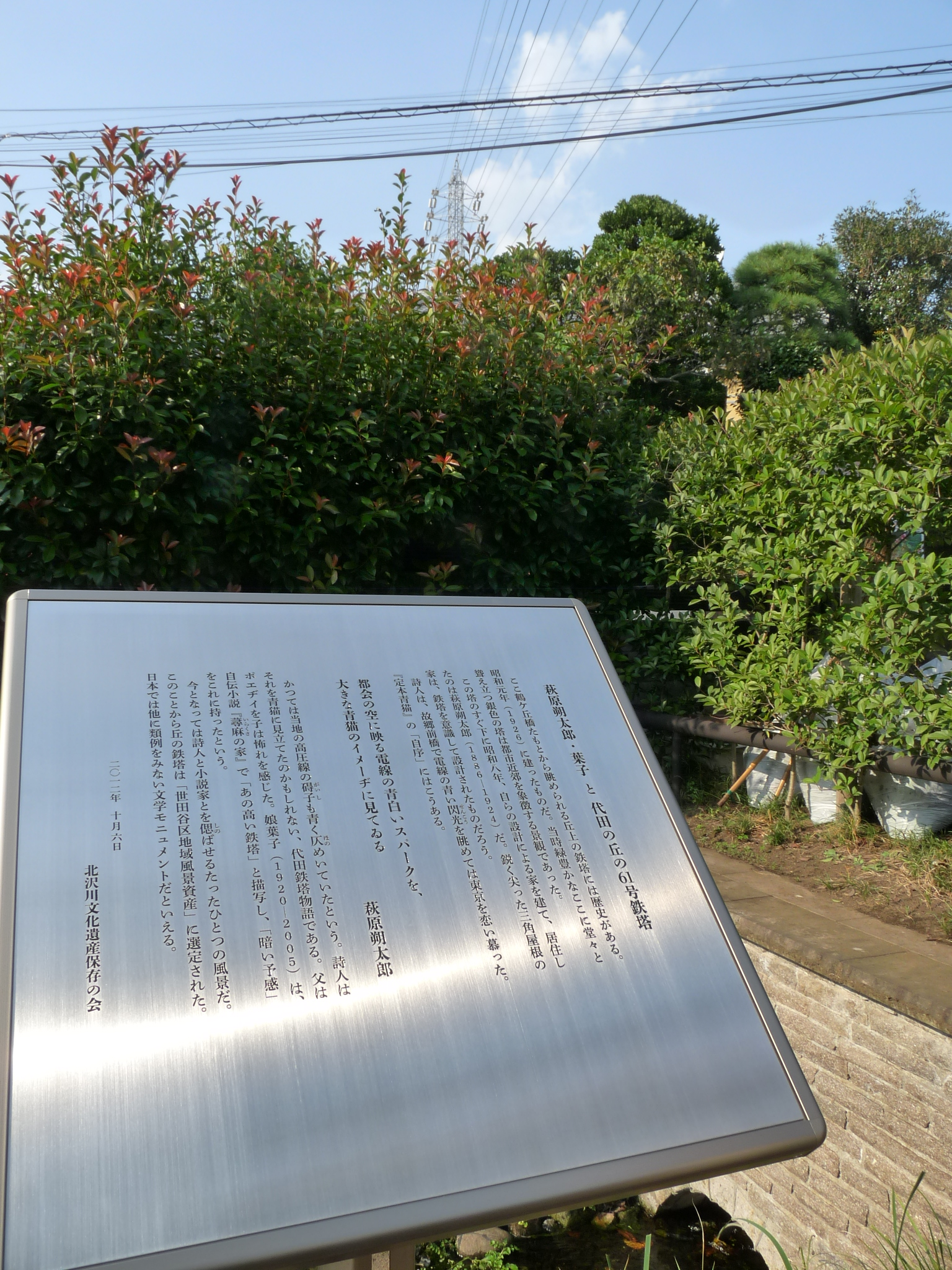
世田谷区地域風景資産となっている鉄塔の由来を記したものだ。北沢川緑道の、鉄塔がよく眺められるところに建っている。塔は、当地に居住した萩原朔太郎、萩原葉子の痕跡を記すものとして認定された。

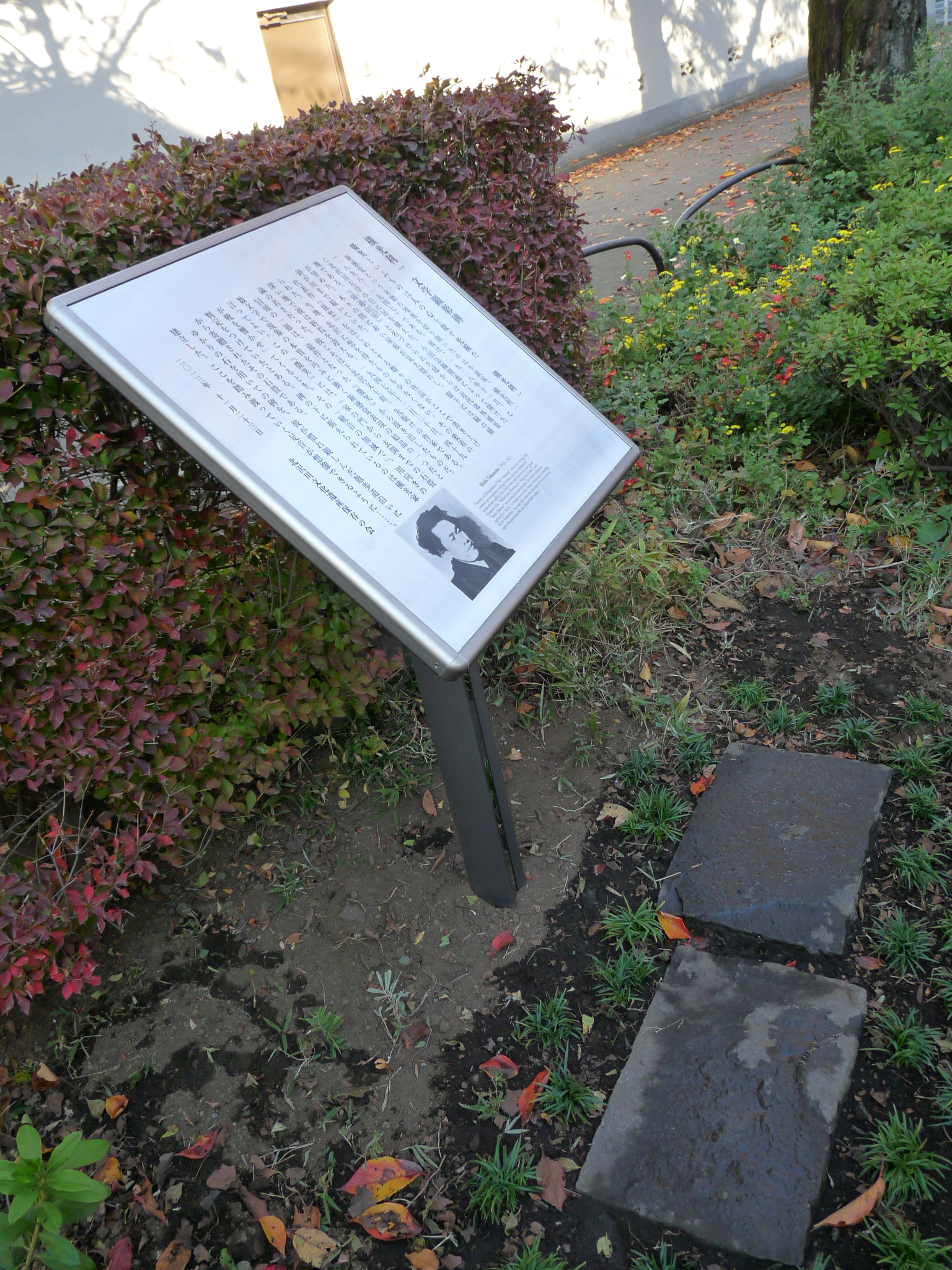
この橫光利一文学顕彰碑下部に2枚の鉄平石が用いられている。利一作品『微笑』に出てくる石畳の石である。横光は、客がこの石を渡ってくる靴音で、その用向きがわかったという。

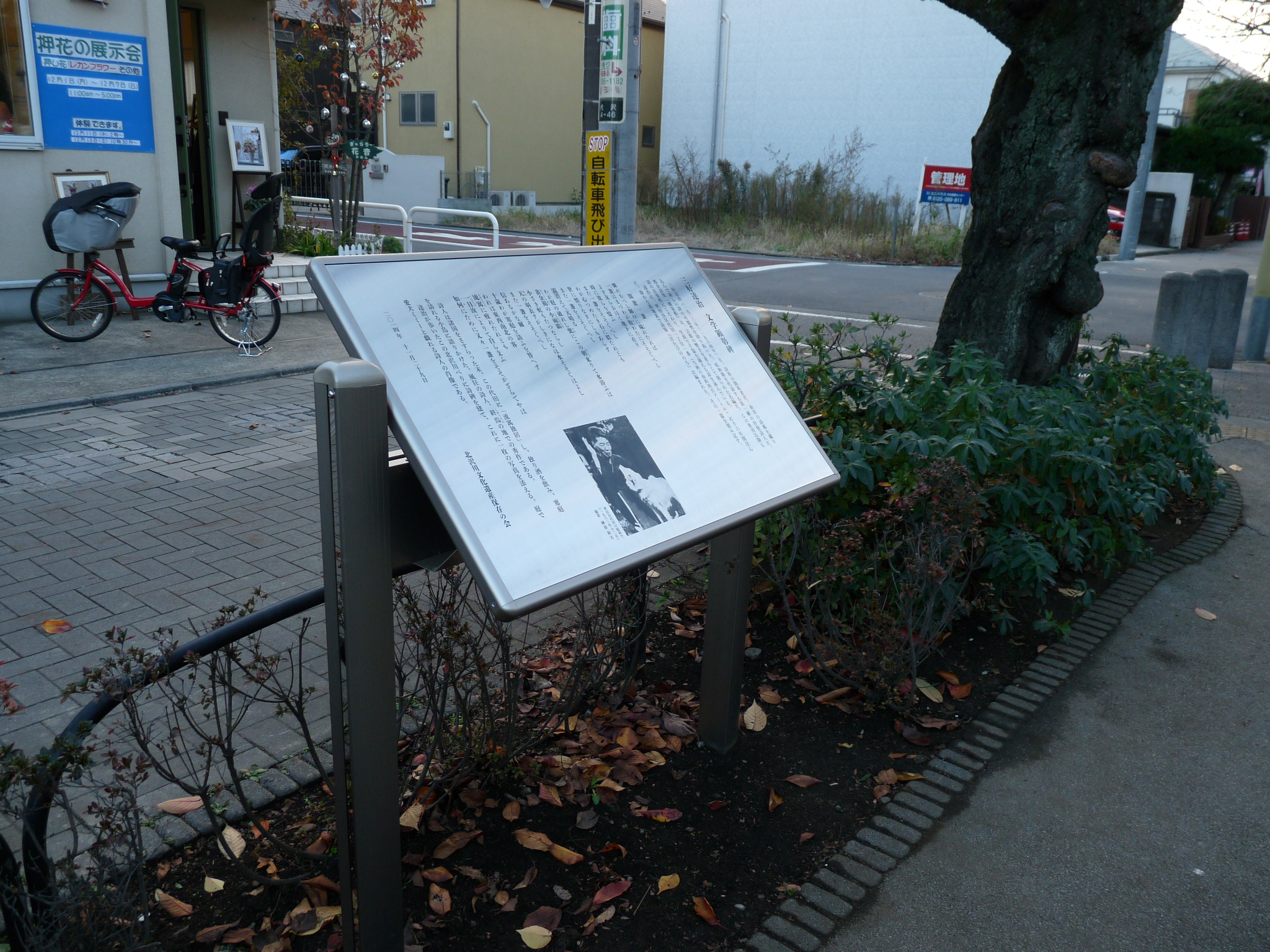
北沢川緑道鎌倉橋たもとに建てられた三好達治文学顕彰碑。当地で編まれた「百たびののち」から選んだ「閑窓一盞」を刻んだ。

## 北沢川文化遺産保存の会の憲章
われらは自由である。他者存在への慮りがあっての自由である。想像を巡らしたり、ものを書いたり、歩き回ったり、ネットに記したり、そのことにおいて自由である。
われらは文化を探り求めるものだ。人々が生きてきた土地の臭いやその痕跡を探したり、調べたりして、その歴史を記すものだ。この記録や覚えがあって、人が自由でありうると信ずるからだ。
われらは自由である。われらが主体的にことを為すことによってそれは獲得できるものである。何人もその自由を妨げることはできない。
〇総会での憲章の承認

## 活動経過
- 2004年（平成16年）12月17日、世田谷区代田の信濃屋会議室で「北沢川文化遺産保存の会」の発起人会を行った。
- 2006年（平成18年）5月世田谷区の助成を受け、冊子「『北沢川文学の小路』物語」を発行した[2][3]。
- 2007年（平成19年）
  - 3月20日 - 世田谷区の助成[4]を受け、冊子「下北沢X惜別物語」[5]を2007年3月20日に発行した。小田急線地下化によって下北沢地域の踏切や駅がなくなってしまうことを受け、地域近代史として、ここで起こった様々なエピソードを住民から聴き取り、これを記録した。
  - 12月3日 - 世田谷区立代沢小学校校地の一角に『坂口安吾文学碑』を建立した。安吾は代沢小の代用教員を務めていた。その時の経験を元に書いた小説が『風と光と二十の私』である。碑にはこの一節、「人間の尊さは自分を苦しめることにある」を刻んだ[6][7][8]。この文学碑には大田区にあった坂口安吾旧居の門柱が使われている。なお、門柱は新潟日報社所有のものであったが、会の要望に応えて無償で譲り受けている。文学碑建立に当たっては、「安吾文学碑建立記念記録集」[9]を2008年3月20日に発行した。
- 2012年（平成24年）10月6日北沢川緑道に「代田の丘の61号鉄塔由来碑」を建立した。これには朔太郎の詩『定本青猫』の次の一節が刻まれている。

都会の空に映る電線の青白いスパークを。
大きな青猫のイメーヂに見てゐる。—萩原朔太郎
「代田の丘の61号鉄塔」は、当地に住まった萩原朔太郎、萩原葉子の居住痕跡を記すものとして「世田谷区地域風景資産」に選定されたものだ。建立に当たっては信濃屋の協賛を得た。
- 2013年（平成25年）11月23日、横光利一旧居「雨過山房」近くの北沢川緑道に「橫光利一文学顕彰碑」を建立した。このモニュメントには小説『微笑』に出てくる石畳（鉄平石）二枚が用いられている。これに響く靴音で訪客の用向きが分かったと作品には記されている。石は橫光家から寄贈されたものである。
- 2014年（平成26年）11月29日、三好達治旧居近くの北沢川緑道鎌倉橋に「三好達治文学顕彰碑」を建立した。碑文には当地で編まれた詩集『百たびののち』の一篇「閑窓一盞」を刻む。
- 2019年（平成31年）12月7日、北沢タウンホール集会室で「北沢川文化遺産保存の会15周年記念祝賀会」開催した。
- 2020年（令和2年）世田谷代田駅 駅前広場開場記念事業実行委員会に委員として加わる。
- 2021年（令和3年）3月28日、世田谷代田駅前広場(ダイダラボッチ広場)開場
  - この祝賀行事に合わせて『巨人伝説読本　代田のダイダラボッチ』を発行（B5版56頁)
    - 編集は北沢川文化遺産保存の会、執筆はきむらけん、発行は世田谷代田駅駅前広場記念事業実行委員会(委員長:斎田 孝)
- 2023年（令和5年）12月2日、北沢タウンホール集会室で「北沢川文化遺産保存の会20周年記念祝賀会」開催した。

## 活動実績

### 紀要の発行
| 年   | 月 | 日 | 号数   | 内容 |
| ---- | -- | -- | ------ | --- |
| 2012 | 10 | 6  | 創刊号 | 『代田の丘の鉄塔文学論』（きむらけん著） |
| 2013 | 11 | 22 | 第2号  | 『北沢の丘の石畳文学論』（きむらけん著） |
| 2014 | 11 | 29 | 第3号  | 『代田小路寓居文学論』（きむらけん著） |
| 2015 | 8  | 15 | 第4号  | 『戦後70周年記念戦争記録集』（きむらけん著） |
| 2017 | 3  | 31 | 第5号  | 『代田のダイダラボッチ 東京の巨人伝説の中心地』（きむらけん著） |
| 2018 | 3  | 31 | 第6号  | 『世田谷代田地域研究』 都市境界としての世田谷代田（きむらけん） 世田谷代田の音楽学校－帝音の歴史と意義（久保絵里麻)                                                                                       |
| 2019 | 3  | 20 | 第7号  | 『論集：下北沢の戦後』 1. 下北沢の未来展望（関根英雄） 2. オースティン博士の“Shimokitazawa”写真（きむらたかし） 3. 下北沢の戦後文学（きむらけん） 4. 『演劇の街』でなかったころの下北沢演劇史（野田治彦） |

### 地図の発行
- 下北沢一帯の文士旧居、芸術家旧居などを記した地図を発行している。その名称は「下北沢文士町文化地図」である[16]。これは改訂を重ね、2017年現在で改訂七版を数え、総発行枚数は五万八千部に達した。現在「文学と音楽と伝説のまち案内図」としてこの改訂七版を無償配布している。加えて2018年この地図の別冊として「焼け遺ったまち　下北沢戦後のアルバム」を発行した。これはオリバー・L・オースティン博士が下北沢の戦後をカラーで撮ったものまた飯田勝氏が描いたものを中心とし収めたものだ[17][18][19]。なお、文士町地図を大型の看板にしたものが、世田谷代田駅前吹上館、北沢川緑道二箇所に設置されている[20][21]。改訂8版「下北沢文士町文化地図」は2019年12月に発行した。裏面では「代田のダイダラボッチ」を特集。
- 「三軒茶屋文士町文化地図」、これは「下北沢文士町文化地図」の姉妹版である、世田谷まちづくりファンドの助成を受けて２万部発行した（初版発行　2023.3.31)

### 戦争経験を聴く会、語る会の開催
戦争経験者が年々少なくなっていくところから、その体験を聞き出し、二度と戦争は起こすまいということで毎年「戦争経験を聴く会、語る会」を毎年五月に開催している。
| 回数     | 年   | 月 | 日 | 内容                                                        | 於                   |
| -------- | ---- | -- | -- | ----------------------------------------------------------- | -------------------- |
| 第五回   | 2012 | ?  | ?  | 「海軍第14期飛行予備学生の話を聞く」                        | 北沢タウンホール     |
| 第六回   | 2013 | ?  | ?  | 「元特攻兵 前村弘さんの話を聞く」                           | 北沢タウンホール     |
| 第七回   | 2014 | ?  | ?  | 「学徒動員者と北朝鮮引き揚げ者の話を聞く」                  | 北沢タウンホール     |
| 第八回   | 2015 | 5  | 23 | 「世田谷の疎開学童と特攻隊」                                | 下北沢東京都民教会   |
| 第九回   | 2016 | 5  | 2  | 戦争と音楽「戦火を潜り抜けた児童音楽隊」(代沢小ミドリ楽団） | 下北沢東京都民教会   |
| 第十回   | 2017 | 5  | 27 | 「疎開学童ゆかりの特攻隊（武揚隊)」                         | 下北沢東京都民教会   |
| 第十一回 | 2018 | 5  | 19 | 「ヒロシマを語り歌う」講演:村上啓子氏 歌:ジョイフルエコー   | 下北沢東京都民教会   |
| 第十二回 | 2019 | 5  | 19 | 戦争経験を伝承する会 歌物語「鉛筆部隊と特攻隊」の公演       | カトリック世田谷教会 |
| 第十三   | 2025 | 8  | 2  | 戦争経験を聴く最後の会（経験者の高齢化により）              | 代沢小学校           |

### 戦争経験の記録
- 戦争体験については、会の様々な活動を通じて多くの経験者から聞き出し、準公式ブログに記録している。全国の多くの人がネット検索でこれにアクセスしており、それらの人々から戦争に関する新しい情報がもたらされた。まず、銃や刀の代わりに鉛筆を持って闘うという小学校児童の鉛筆部隊が存在していたことが判明した。この「鉛筆部隊」は長野県松本市郊外の淺間温泉に疎開していた折に特攻隊「武剋隊」と交流を持っていた。さらにこの調べの過程でもう一隊「武揚隊」の遺墨が新たに発見された。これらの経緯については記録に携わった当会の担当者がノンフィクションとして書き記している。
  - 『鉛筆部隊と特攻隊－もう一つの戦史－』[22][23]
  - 『特攻隊と（松本）褶曲山脈－鉛筆部隊の軌跡』[24]
  - 『忘れられた特攻隊－信州松本から宮崎新田原出撃を追って』[25]
  - 『ミドリ楽団物語』[26]
  - 「と号第三十一飛行隊『武揚隊』の軌跡」－さまよえる特攻隊－」[27]

### 研究会の開催
| 回数   | テーマ                         | 開催 | 開催 | 開催 | 於                                        |
| 回数   | テーマ                         | 年   | 月   | 日   | 於                                        |
| ------ | ------------------------------ | ---- | ---- | ---- | ----------------------------------------- |
| 第一回 | 「北沢川流域の文化」           | 2015 | 8    | 1    | 世田谷区立 旧:北沢小学校(現:下北沢小学校) |
| 第二回 | 「下北沢のDNAを探る」          | 2016 | 8    | 6    | 北沢タウンホール スカイサロン             |
| 第三回 | 「世田谷代田の音楽学校の歴史」 | 2017 | 8    | 5    | 北沢タウンホール スカイサロン             |
| 第四回 | 「下北沢の戦後を語る」         | 2018 | 8    | 4    | カトリック世田谷教会                      |
| 第五回 | 「世田谷代田の歴史文化を語る」 | 2019 | 7    | 27   | 梅丘パークホール                          |

### 地域伝承の記録化
- 「ダイダラボッチ伝説」は地域最大の伝説伝承だ。柳田国男は、「ダイダラ坊の足跡」という論考で、「東京市は我日本の巨人伝説の一箇の中心地といふことが出来る」と述べているが、その中心は世田谷代田に他ならない。これの伝承を続けている。劇にして演じたり、また、地域の代田児童館と協力して音楽化もしたりしている。後者は「ダイダラボッチ音頭」である。2015年10月17日、世田谷区立代田図書館で「代田のダイダラボッチ」という講演会があった際に、これは初お披露目され、ユーチューブにアップした。外部リンク参照のこと[28]。

### 街歩きの実施
- 会では毎月第三土曜日午後、「都市物語を歩く」と題する、旧武蔵国荏原郡一帯の文化を探訪・発掘する街歩きの会を開催している。